# Ягошур (присілок, Балезінський район)
Ягошу́р (рос. Ягошур) — присілок в Балезінському районі Удмуртії, Росія.

## Населення
Населення — 19 осіб (2010; 26 в 2002).
Національний склад станом на 2002 рік:
- росіяни — 85 %